# Yael Bar Zohar

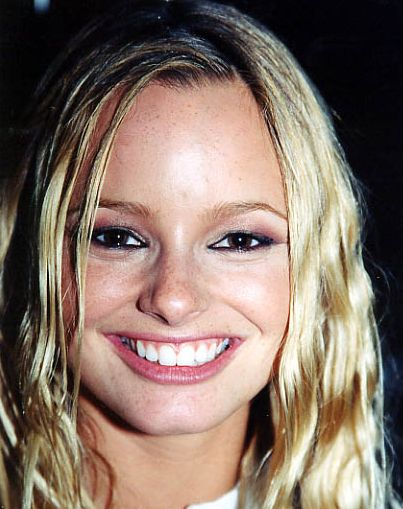
Yael Bar-Zohar (2007)

Yael Bar Zohar (hebräisch יעל בר זוהר; * 29. Januar 1980) in Tel Aviv ist eine israelische Fernsehmoderatorin und Schauspielerin.

## Leben und Karriere
Yael Bar Zohar wurde am 29. Januar 1980 in Tel Aviv als Tochter von aschkenasischen Juden geboren. Ihr Debüt gab sie 1995 in der Serie Mesibat Hafta'ah. Sie war in ihrer Jugend Mitglied der Community Youth Band der Nachbarschaft, in der sie aufgewachsen ist. Seit ihrer Kindheit trat sie im Fernsehen auf. Sie spielte in der Seifenoper Ramat Aviv Gimmel. Zudem war sie zuvor in einer Beziehung mit dem israelischen Schauspieler und Model Yehuda Levi. 2005 heiratete sie den Schauspieler Guy Zu-Aretz.
2006 moderierte sie die Kdam Eurovision, den Wettbewerb für den israelischen Vertreter bei Eurovision. Mehrmals moderierte sie die Israeli Fashion Awards. 2021 bekam sie eine Rolle in Baalat HaChalomot.

## Filmografie (Auswahl)
Filme
- 2013: Cupcakes
- 2019: All In

Serien
- 1995: Mesibat Hafta'ah
- 1995–2000: Ramat Aviv Gimmel
- 2001: Shachar
- 2008–2009: Hasufim
- 2017: Kadabra
- 2021: Baalat HaChalomot